# Egira pulchella
Egira pulchella är en fjärilsart som beskrevs av Smith 1894. Egira pulchella ingår i släktet Egira och familjen nattflyn. Inga underarter finns listade i Catalogue of Life.